# Mes deux amours
 (septembre 2012).
Si vous disposez d'ouvrages ou d'articles de référence ou si vous connaissez des sites web de qualité traitant du thème abordé ici, merci de compléter l'article en donnant les références utiles à sa vérifiabilité et en les liant à la section « Notes et références ».
Mes deux amours est un téléfilm français réalisé par Régis Musset en 2011. 

## Synopsis
Hadrien part à la recherche de Barbara, la femme qu'il aime, disparue en Corse sans laisser de nouvelles. Lors de ses recherches, Hadrien rencontre Emmanuel, l'autre amant de Barbara, également à sa recherche. Les deux hommes découvrent alors que Barbara menait une double vie. Mais ils ne sont pas au bout de leurs surprises. Au milieu de leur duel sentimental débarque Juliette, la fille de Barbara, dont ils ignoraient l'existence. Juliette est bien aussi décidée à retrouver sa mère. Tous vont devoir coopérer pour retrouver la disparue. 

## Fiche technique
- Titre : Mes deux amours
- Réalisation : Régis Musset
- Scénario : Dominique Golfier
- Producteur : Joël Santoni et Paul Giovanni
- Société de production : Panama Productions, France Télévisions
- Musique : Anghjulina et Jean-Claude Nachon
- Montage : Gaëlle Ramillon
- Image : Gérard Sterin
- Genre : Comédie
- Durée : 1h30 minutes
- Date de diffusion : 12 septembre 2012 sur France 2

## Distribution
- Bernard Le Coq : Hadrien Darcourt
- Bernard Yerlès : Emmanuel Devailly
- Flore Bonaventura : Juliette Cantarella
- Micky Sébastian : Barbara Cantarella
- Nicky Marbot : Capitaine Bellanger
- Jean-Marc Michelangeli : Gendarme Fontanarosa
- Patrice Juiff : Christian
- Lucie Jeanne : Noémie